# (37772) 1997 GF23
1997 GF23 (asteroide 37772) é um asteroide da cintura principal. Possui uma excentricidade de 0.08741700 e uma inclinação de 22.68218º.
Este asteroide foi descoberto no dia 6 de abril de 1997 por LINEAR em Socorro.